# Oreobates heterodactylus
Espèce
Synonymes
- Teletrema heterodactylum Miranda-Ribeiro, 1937
- Eleutherodactylus heterodactylus (Miranda-Ribeiro, 1937)

Statut de conservation UICN

 DD  : Données insuffisantes
Oreobates heterodactylus est une espèce d'amphibiens de la famille des Craugastoridae.

## Répartition
Cette espèce se rencontre au Mato Grosso au Brésil et dans le département de Santa Cruz en Bolivie.

## Publication originale
- Miranda-Ribeiro, 1937 : Alguns batracios novos das colecções do Museu Nacional. O Campo, vol. 8, p. 66-69.